# Титул папы римского
Ти́тул па́пы ри́мского — официальное наименование должностей и санов, которыми владеет папа римский.
| Титул на русском                           | Альтернативный перевод                            | Титул на латыни                                                    |
| ------------------------------------------ | ------------------------------------------------- | ------------------------------------------------------------------ |
| Епископ Римский                            | Епископ Рима                                      | Episcopus Romanus                                                  |
| Викарий Христа                             |                                                   | Vicarius Christi                                                   |
| Преемник князя апостолов                   |                                                   | Successor principis apostolorum                                    |
| Глава вселенской церкви                    |                                                   | Caput universalis ecclesiae                                        |
| Великий понтифик                           | Верховный понтифик                                | Pontifex Maximus                                                   |
| Патриарх Запада                            |                                                   | Patriarcha Occidentis                                              |
| Примас Италии                              |                                                   | Primatus Italiae                                                   |
| Архиепископ и митрополит Римской провинции |                                                   | Archiepiscopus ac metropolitanus provinciae ecclesiasticae Romanae |
| Суверен государства-города Ватикан         | Принцепс (князь,принц) города-государства Ватикан | Princeps sui iuris civitatis Vaticanae                             |
| Раб рабов Божьих                           | Слуга слуг Божьих                                 | Servus servorum Dei                                                |

## История титула
Самыми древними из титулов Папы являются титулы «Понтифик» и «Епископ Рима». На протяжении веков титул становился всё пышнее. В 1969 году папа римский Павел VI вернул титулование «раб рабов Божьих» и удалил титулование «Царствующий во славе».
9 марта 2006 года в официальном Папском издании Annuario pontificio Бенедиктом XVI был удалён титул «Патриарх Запада». Впервые он был употреблён в 450 году в письме главы Восточно-Римской империи святителю Льву I, папе римскому. По другой версии, обращение к папе римскому как к «Патриарху Запада», традиционно шедшее в перечне титулов перед «Примасом Италии», появилось после раскола в 1054 году, разделившего Православную церковь и Святой Престол. Его редко употребляли вплоть до 1870 года, когда этот титул был введён в папскую терминологию на I Ватиканском соборе. В 2024 году папа Франциск официально вернул этот титул.